# General and Comparative Endocrinology
General and Comparative Endocrinology (abrégé en Gen. Comp. Endocrinol.) est une revue évaluée par les pairs publiée par Elsevier et dédiée à l'endocrinologie. 
Elle possède un facteur d'impact de 2,7 en 2022.
Le journal se concentre sur les différents systèmes endocrines des vertébrés et des invertébrés, ainsi que leurs implications au niveau moléculaire, cellulaire et de l'organisme.